# Joaquim Chissano
Joaquim Alberto Chissano (nascut a Melehice, província de Gaza, el 22 d'octubre de 1939) és un polític de Moçambic, segon president del país (1986-2005). Se li atribueix la transformació d'un país devastat per la guerra en una de les democràcies africanes més reeixides. Després de la seva presidència, Chissano va esdevenir enviat i diplomàtic, tant del seu país d'origen com de les Nacions Unides. Chissano també va servir com a president de la Unió Africana el 2003-2004.

## Primers anys

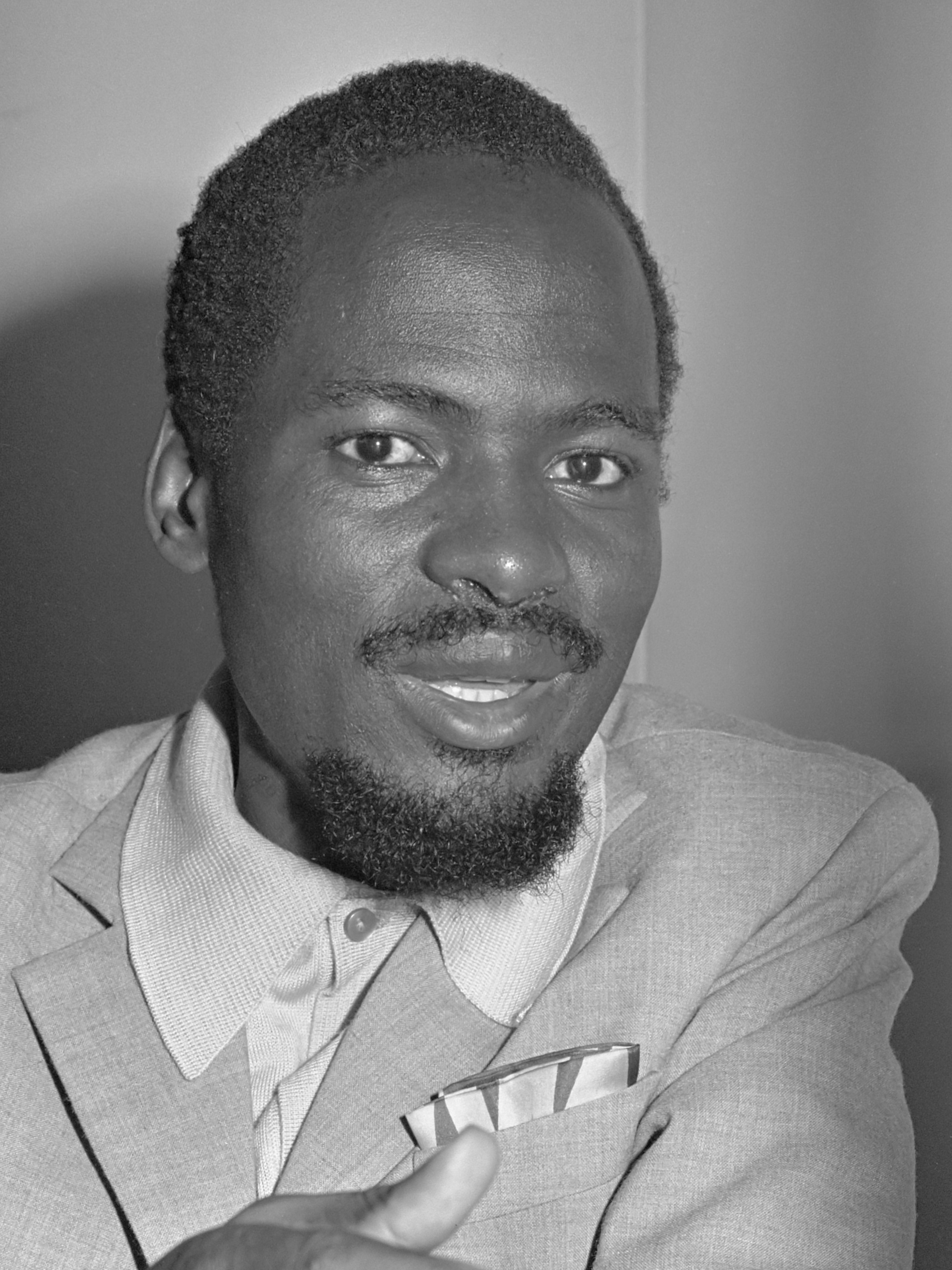
Chissano el 1972

Joaquim Chissano va néixer a la vila remota de Malehice, districte de Chibuto, província de Gaza a la colònia portuguesa de Moçambic (aleshores anomenada Àfrica Oriental Portuguesa). Chissano fou el primer alumne negre que va tenir estudis superiors a la colònia, al Liceu Salazar de Lourenço Marques (actualment Maputo). Allí va fundar amb Eduardo Mondlane la NESAM (Núcleo dos Estudantes Africanos Secundários de Moçambique) Després de deixar l'escola secundària marxà a Portugal a estudiar medicina a la Universitat de Lisboa. No obstant això, les seves inclinacions polítiques li va causar problemes i es va traslladar a Tanzània.

## Carrera
Chissano va esdevenir "un dels membres fundadors" del Front d'Alliberament de Moçambic (FRELIMO), que va exigir l'autonomia de Portugal. Després del 1962 fou representant del Frelimo a París. Després va anar a combatre sobre el terreny amb el Frelimo contra els portuguesos, i va arribar al rang de major general el 1974. Més tard va tenir un paper fonamental en la negociació de l'Acord de Lusaka de 1974 que va obrir el camí a la independència del país el 1975. En el govern de transició (setembre del 1974- juny del 1975) fou primer ministre. El nou President de Moçambic, Samora Machel, el va nomenat Ministre d'afers exteriors, càrrec que va ocupar els 11 anys següents (fins a la mort de Machel el 1986).

### President de Moçambic
A la mort del president Machel (19 d'octubre de 1986) quan l'aeronau presidencial de Samora Machel es va estavellar en un terreny muntanyós a Sud-àfrica, i després de quasi tres setmanes en què el Buró Polític del Comitè Central del FRELIMO va exercir el poder col·legiadament, va ser nomenat president el 6 de novembre de 1986. Chissano acabà la guerra civil de Moçambic el 1992 negociant els acords de pau de Roma amb les forces rebels en que "va prometre que no hi hauria processos ni càstigs" i els va donar el 50% de posicions a l'exèrcit de Moçambic. Més tard els rebels del Renamo crearen el seu propi partit polític.
En 1992 Chissano va aprendre tècnica de meditació transcendental i la va introduir en altres funcionaris públics i les seves famílies. Dos anys més tard, Chissano i els seus generals van ordenar a tots els policies i militars "meditar 20 minuts dues vegades al dia." A més es va ensenyar meditació transcendental a 16.000 soldats i 30.000 civils i la seva tècnica avançada de vol iòguic. D'acord amb la literatura meditació transcendental, Chissano va dir que el resultat era "pau política i equilibri en la natura al meu país." Segons Tobias Dai, ministre de defensa en 2001, "l'efecte va ser aclaparador" i va incloure la reducció de la delinqüència, l'aversió de la sequera i creixement econòmic tres vegades el nivell esperat. En 1993 Chissano va rebre un grau honorari de la Universitat Vèdica Maharishi a MERU, Holanda i el 1994 va negociar un acord amb el Maharishi Heaven on Earth Development per al desenvolupament agrari de 20 milions d'hectàrees (49,000,000 acres) de "terra erma" començant amb 2.5 milions d'acres de fusta, cotó i fruita. El contracte de 50 anys prometia el 20% i el 40% dels beneficis per al govern de Moçambic però altres funcionaris del govern van rebutjar l'oferta.

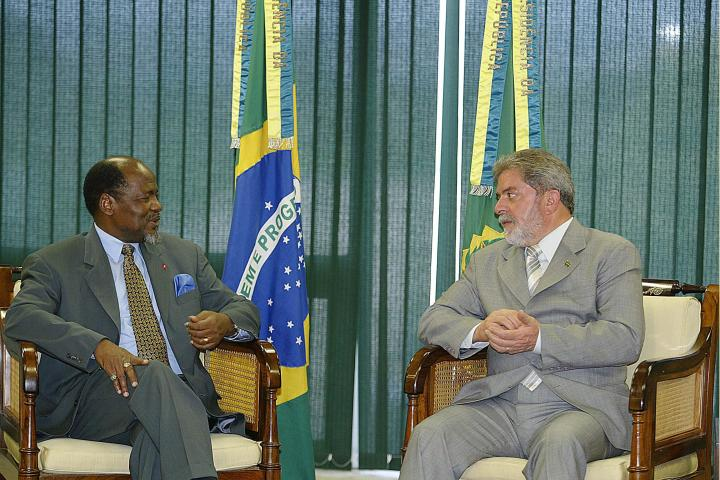
Chissano amb el President de Brasil, Lula da Silva en 2004.

Chissanno fou reelegit a la presidència el 1994 i novament el 1999, quan va derrotar a l'antic cap rebel Afonso Dhlakama per un estret marge (52,3% contra 47,7%). Després d'obtenir la reelecció va convertir en la seva prioritat l'erradicació de la pobresa però els seus esforços es complicaren per una forta inundació en 2000. Tanmateix Chissano va tenir un paper fonamental en convèncer el G8 de condonar el deute de £22.000 milions en 2005. Chissano va decidir no presentar-se a un tercer mandat s les eleccions de 2004, encara que la constitució li hauria permès fer-ho. Durant la presidència de Chissano gairebé 3 milions de persones, aproximadament el 15% dels ciutadans del país, van deixar la "pobresa extrema" i el país assolí una taxa de creixement econòmic del 8 %. A més, la taxa de mortalitat infantil per a nens menors de cinc anys va disminuir en un 35% i hi va haver un augment del 65% en l'assistència primària.

### Després de la presidència
Des que va deixar la presidència Chissano ha assumit el paper d'estadista i ha fet campanya per la pau amb el seu treball com a negociador de pau enviat de les Nacions Unides. Chissano va exercir com a President de la Unió Africana de juliol de 2003 a juliol de 2004. El 4 de desembre del 2006 El secretari general de l'ONU, Kofi Annan, el va nomenar enviat especial al nord d'Uganda i a Sudan del Sud per resoldre el conflicte amb l'Exèrcit de Resistència del Senyor, LRA (ERS). En el 68è aniversari de Chissano el 2007, va ser guardonat amb el primer premi de la Premi a Assoliment del Lideratge Africà atorgat per la Fundació Mo Ibrahim de $5 milions. Chissano va estar absent en la cerimònia de lliurament perquè encara estava treballant en la seva missió de les Nacions Unides al Sudan del Sud. Segons l'adjudicació dels jutges "la decisió del Sr. Chissano de no presentar-se a tercer mandat presidencial reforça la maduresa democràtica de Moçambic i demostra que les institucions i els processos democràtics eren més importants que la persona".
En 2010 Chissano va escriure un article a The Huffington Post sobre l'escassetat d'aigua a l'Àfrica. Chissano és membre del comitè d'honor de la Fundació Chirac. També és un director no executiu independent de l'Harmony Gold Mining, una empresa sud-africana d'explotació minaire subterrània i a la superfície, i membre eminent de la Fundació Sergio Vieira de Mello.
En 2014 Chissano es va pronunciar a favor dels drets LGBT a Àfrica.

## Premis i nominacions
- En 2007 Kofi Annan Kofi Annan va anunciar l'expresident de Moçambic com a guanyador del Premi Ibrahim d'assoliment en lideratge africà de la Fundació Mo Ibrahim. El president Chissano va rebre el primer Premi Ibrahim pels seus èxits en la pacificació, la reconciliació, la democràcia estable i el progrés econòmic del seu país després de 16 anys de guerra civil que va durar fins a 1992. El premi també reconeix la important contribució que ha fet fora de les fronteres del seu país.[17][18]
- Presideix la Fundació Joaquim Chissano i el Fòrum d'ex caps d'Estat i de Govern (Club de Madrid)[19]

## Vida personal
Joaquim Chissano està casat amb Marcelina Rafael Chissano. És pare de quatre fills i el seu fill va rebre una beca per Universitat Internacional Maharishi a Fairfield, Iowa. Chissano ha estat criticat per la seva contínua amistat amb el president de Zimbabwe Robert Mugabe i hi ha hagut acusacions que el fill de Chissano, Nyimpine Chissano, (mort el 2007) va prometre pagar per l'assassinat del periodista Carlos Cardoso.